# Indisk rupie
Indisk rupie (plural: rupier; engelska: rupee; Rs - Roopayi eller Rupaye) är valuta som används i Indien i Asien. Valutakoden är INR. 1 rupie/rupee = 100 paise (singular: paisa).

## Historik
Valutan infördes under 1400-talet och har alltid kallats rupie/rupee, förutom i områden under några av områdets kolonialmakter. Namnet rupie kommer av sanskrit rūpya, 'bearbetat silver'. Rupien ersatte den danska kas 1845, den franska indiska rupien 1954 och den portugisiska escudon 1961.
Den senaste versionen infördes 1957, när Indien övergick till decimalsystemet.

## Användning
Valutan ges ut av Reserve Bank of India (RBI), som grundades i april 1935 och har huvudkontoret i Bombay.

## Valörer[2]
- Mynt: 1, 2 och 5 rupier
- Underenhet: 50 paise
- Sedlar: 5, 10, 20, 50, 100, 500 och 2000 INR